# Fußball-Weltmeisterschaft der Frauen 2003
Die Endrunde der Fußball-Weltmeisterschaft der Frauen 2003 war die vierte Ausspielung des bedeutendsten Turniers für Frauenfußball-Nationalmannschaften und wurde vom 20. September bis zum 12. Oktober 2003 erneut in den USA ausgetragen. Ursprünglich sollte die Weltmeisterschaft in der Volksrepublik China stattfinden. Nach dem Ausbruch der SARS-Krankheit entschied der Weltverband FIFA kurzfristig die Verlegung in die USA.
Die deutsche Mannschaft gewann mit 2:1 in der Verlängerung nach Golden Goal gegen Schweden ihren ersten WM-Titel. Eindrucksvoll gewannen sie gegen Russland im Viertelfinale und schlugen im Halbfinale den Titelverteidiger und zweimaligen Weltmeister USA mit 3:0 vor dessen eigenem Publikum. Birgit Prinz wurde zur besten Spielerin des Turniers gewählt. Mit ihren sieben Toren hatte sie großen Anteil am Erfolg des deutschen Teams und wurde gleichzeitig alleinige Torschützenkönigin der Weltmeisterschaft 2003. Der Fair-Play Award ging an China.

## Spielorte
Die Spiele der Weltmeisterschaft 2003 wurden in sechs Stadien in sechs verschiedenen Städten in den USA ausgetragen.
| Carson |

| Columbus |

| Philadelphia |

| Foxborough |

| Washington, D.C. |

| Portland |

| Carson |

| Columbus |

| Philadelphia |

| Foxborough |

| Washington, D.C. |

| Portland |

## Modus
Das Teilnehmerfeld umfasste wie vier Jahre zuvor 16 Mannschaften. Es gab vier Gruppen zu je vier Mannschaften. Die beiden Erstplatzierten jeder Gruppe qualifizierten sich fürs Viertelfinale. Ab dem Viertelfinale wurde der Weltmeister im K.-o.-System ausgespielt. Stand nach der regulären Spielzeit kein Sieger fest, wurde eine zweimal 15-minütige Verlängerung gespielt. In der Verlängerung galt die Regel des Golden Goals, wer also das erste Tor der Verlängerung erzielte, hatte das Spiel gewonnen. Fiel während der Verlängerung kein Tor, gab es ein Elfmeterschießen.

## Qualifikation
Die Qualifikation für die Frauenfußball-Weltmeisterschaft im Jahre 2003 dauerte vom 18. August 2001 bis zum 5. Juli 2003. 96 Verbände waren in die WM-Qualifikation gestartet, nur 14 Mannschaften blieben schließlich übrig. Die USA waren als Gastgeber automatisch qualifiziert. China, das ursprünglich als Gastgeber festgelegt wurde, erhielt ebenfalls einen direkten Startplatz. In sechs Zonen wurden die 14 übrigen Teilnehmer folgendermaßen ermittelt:
Europa hatte bei der Weltmeisterschaft fünf Startplätze. Die Mannschaften der Kategorie A (Gruppen 1–4) spielten in vier Gruppen mit je 4 Mannschaften gegeneinander um die Qualifikation. Die vier Gruppensieger waren direkt qualifiziert. Die vier Gruppenzweiten spielten zwischen September und November 2002 in Hin- und Rückspielen („Play-off-Spielen“) um den fünften Startplatz. Am Ende der Qualifikation waren Norwegen, Schweden, Russland und Deutschland (Gruppensieger) sowie Frankreich (Sieger der Play-off-Spiele) qualifiziert. Die Mannschaften der zweiten Kategorie (Gruppen 5–8) spielten lediglich um den Aufstieg in die erste Kategorie.
Südamerika hatte zwei direkte Startplätze. Als Qualifikationsturnier galt die Fußball-Südamerikameisterschaft der Frauen 2003. Die beiden besten Mannschaften (Brasilien und Argentinien) konnten sich die Qualifikation sichern.
Der Fußballverband Nord- und Mittelamerikas und der Karibik, der CONCACAF hatte einen direkten Startplatz. Hinzu kam der Gastgeber USA, der automatisch für die Endrunde qualifiziert war. Der CONCACAF Women’s Gold Cup 2002 in den USA und in Kanada war gleichzeitig die Qualifikationsrunde. Die USA gewannen das Turnier gegen Kanada, das sich damit qualifizierte. Die drittplatzierten Mexikanerinnen spielten in zwei Play-off-Spielen gegen den Asien-Dritten um einen weiteren Startplatz.
In der Afrika-Zone war die Fußball-Afrikameisterschaft der Frauen 2002 in Nigeria das Qualifikationsturnier. Die beiden Finalisten erreichen die Endrunde.

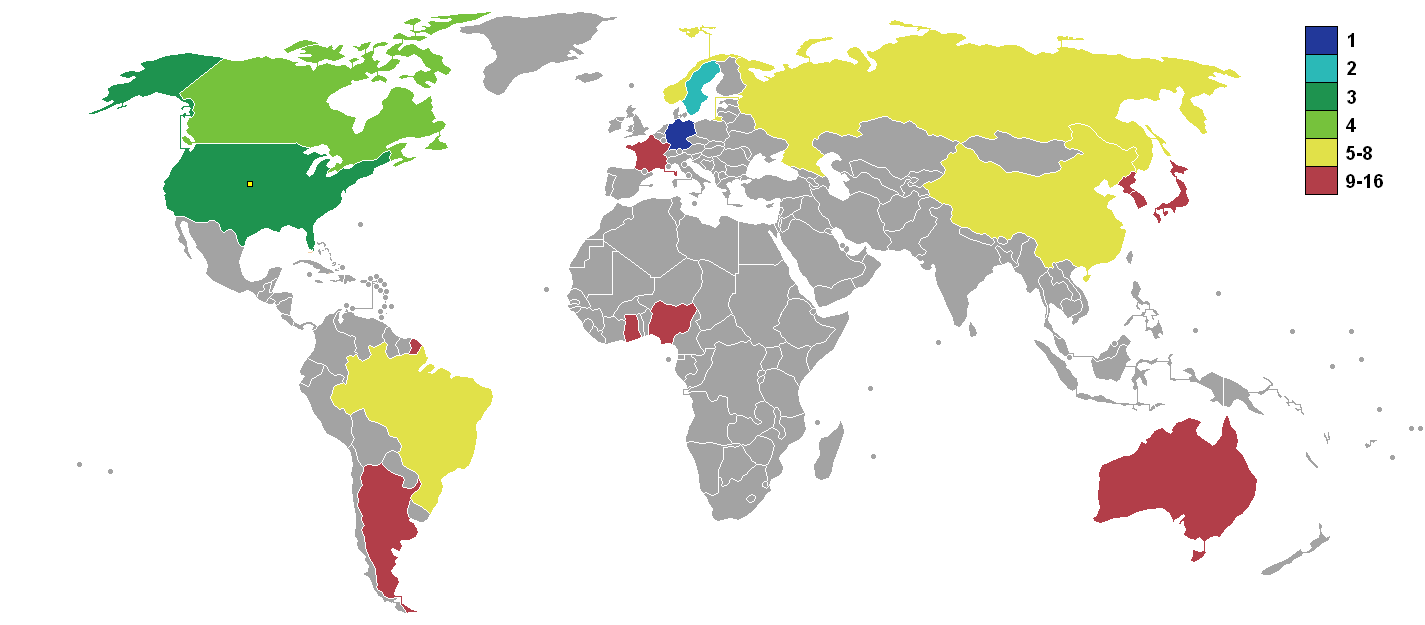
Platzierungen der Teilnehmer

Auch in Asien war die Kontinental-Meisterschaft auch gleichzeitig das Qualifikationsturnier für den FIFA-Weltpokal. Der asiatische Verband hatte zwei direkte Plätze. China erhielt als „Entschädigung“ ebenfalls einen direkten Platz, womit sich der Vierte der Asienmeisterschaft für die Play-off-Spiele gegen den CONCACAF-Vierten qualifizierte. Bei der Fußball-Asienmeisterschaft der Frauen 2003 in Thailand gewannen die Chinesinnen die Asienmeisterschaft, womit sich ebenfalls Nordkorea (Finalist) und Südkorea (Dritter) direkt qualifizierten. Die Japanerinnen setzten sich in den Play-off-Spielen gegen Mexiko durch und sicherten sich ebenfalls die Teilnahme.
Ozeanien hatte einen direkten Startplatz, die Qualifikationsrunde wurde im April 2003 in Australien ausgetragen.

## Teilnehmer
Folgende Frauen-Mannschaften nahmen an der vierten Frauenfußball-WM teil:
| 5 aus Europa                           | Deutschland | Frankreich | Norwegen  | Russland | Schweden |
| 2 aus Südamerika                       | Argentinien | Brasilien  |           |          |          |
| 2 aus Nord-, Mittelamerika und Karibik | Kanada      | USA (GG)   |           |          |          |
| 2 aus Afrika                           | Ghana       | Nigeria    |           |          |          |
| 4 aus Asien                            | China       | Japan      | Nordkorea | Südkorea |          |
| 1 aus Ozeanien                         | Australien  |            |           |          |          |

Für Argentinien, Frankreich und Südkorea war es die erste WM-Teilnahme.

## Vorrunde

### Gruppe A
| Pl. | Land      | Sp. | S | U | N | Tore    | Diff. | Punkte |
| --- | --------- | --- | - | - | - | ------- | ----- | ------ |
| 1.  | USA       | 3   | 3 | 0 | 0 | 011:100 | +10   | 09     |
| 2.  | Schweden  | 3   | 2 | 0 | 1 | 005:300 | +2    | 06     |
| 3.  | Nordkorea | 3   | 1 | 0 | 2 | 003:400 | −1    | 03     |
| 4.  | Nigeria   | 3   | 0 | 0 | 3 | 000:110 | −11   | 0      |

|                                       |   |           |           |
| 20. September 2003 in Philadelphia    |   |           |           |
| Nigeria                               | – | Nordkorea | 0:3 (0:1) |
| 21. September 2003 in Washington D.C. |   |           |           |
| USA                                   | – | Schweden  | 3:1 (2:0) |
| 25. September 2003 in Philadelphia    |   |           |           |
| Schweden                              | – | Nordkorea | 1:0 (1:0) |
| USA                                   | – | Nigeria   | 5:0 (2:0) |
| 28. September 2003 in Columbus        |   |           |           |
| Schweden                              | – | Nigeria   | 3:0 (0:0) |
| Nordkorea                             | – | USA       | 0:3 (0:1) |

Die Gastgeberinnen und Titelverteidigerinnen aus den USA setzten sich wie erwartet souverän in der Vorrunde durch. Schweden erreichte erwartungsgemäß neben den USA ebenfalls das Viertelfinale. Die Nordkoreanerinnen schieden wie schon bei ihrer WM-Premiere 1999 nach der Vorrunde aus. Enttäuschend war das Abschneiden Nigerias, die vier Jahre zuvor noch ins Viertelfinale gekommen waren.

### Gruppe B
| Pl. | Land       | Sp. | S | U | N | Tore    | Diff. | Punkte |
| --- | ---------- | --- | - | - | - | ------- | ----- | ------ |
| 1.  | Brasilien  | 3   | 2 | 1 | 0 | 008:200 | +6    | 07     |
| 2.  | Norwegen   | 3   | 2 | 0 | 1 | 010:500 | +5    | 06     |
| 3.  | Frankreich | 3   | 1 | 1 | 1 | 002:300 | −1    | 04     |
| 4.  | Südkorea   | 3   | 0 | 0 | 3 | 001:110 | −10   | 0      |

|                                       |   |            |           |
| 20. September 2003 in Philadelphia    |   |            |           |
| Norwegen                              | – | Frankreich | 2:0 (0:0) |
| 21. September 2003 in Washington D.C. |   |            |           |
| Brasilien                             | – | Südkorea   | 3:0 (1:0) |
| 24. September 2003 in Washington D.C. |   |            |           |
| Norwegen                              | – | Brasilien  | 1:4 (1:2) |
| Frankreich                            | – | Südkorea   | 1:0 (0:0) |
| 27. September 2003 in Foxborough      |   |            |           |
| Südkorea                              | – | Norwegen   | 1:7 (0:4) |
| 27. September 2003 in Washington D.C. |   |            |           |
| Frankreich                            | – | Brasilien  | 1:1 (0:0) |

Den beiden Neulingen Frankreich und Südkorea gelang es nicht, in der Vorrunde für eine Überraschung zu sorgen. Mit Brasilien und Norwegen setzten sich die erfahreneren und routinierteren Mannschaften durch.

### Gruppe C
| Pl. | Land        | Sp. | S | U | N | Tore    | Diff. | Punkte |
| --- | ----------- | --- | - | - | - | ------- | ----- | ------ |
| 1.  | Deutschland | 3   | 3 | 0 | 0 | 013:200 | +11   | 09     |
| 2.  | Kanada      | 3   | 2 | 0 | 1 | 007:500 | +2    | 06     |
| 3.  | Japan       | 3   | 1 | 0 | 2 | 007:600 | +1    | 03     |
| 4.  | Argentinien | 3   | 0 | 0 | 3 | 001:150 | −14   | 0      |

|                                       |   |             |           |
| 20. September 2003 in Columbus        |   |             |           |
| Deutschland                           | – | Kanada      | 4:1 (1:1) |
| Japan                                 | – | Argentinien | 6:0 (2:0) |
| 24. September 2003 in Columbus        |   |             |           |
| Deutschland                           | – | Japan       | 3:0 (2:0) |
| Kanada                                | – | Argentinien | 3:0 (1:0) |
| 27. September 2003 in Foxborough      |   |             |           |
| Kanada                                | – | Japan       | 3:1 (1:1) |
| 27. September 2003 in Washington D.C. |   |             |           |
| Argentinien                           | – | Deutschland | 1:6 (0:4) |

Deutschland lieferte in der Vorrunde eine überzeugende Leistung ab. Alle drei Spiele konnten mit mindestens drei Toren Differenz gewonnen werden. Vor allem in der Offensive waren die deutschen Frauen stark, sie schossen 13 Tore in drei Spielen, nur die USA erzielten im gesamten Turnierverlauf mehr Tore (15 in sechs Spielen), konnten die Gesamtzahl der Tore der deutschen Mannschaft von 25 in sechs Spielen aber nicht erreichen. Neben Deutschland qualifizierte sich Kanada für das Viertelfinale. Für die Debütantinnen aus Argentinien blieb lediglich eine Statistenrolle im Turnier. Japan verlor am letzten Spieltag das entscheidende Spiel gegen Kanada und musste die Heimreise antreten.

### Gruppe D
| Pl. | Land       | Sp. | S | U | N | Tore    | Diff. | Punkte |
| --- | ---------- | --- | - | - | - | ------- | ----- | ------ |
| 1.  | China      | 3   | 2 | 1 | 0 | 003:100 | +2    | 07     |
| 2.  | Russland   | 3   | 2 | 0 | 1 | 005:200 | +3    | 06     |
| 3.  | Ghana      | 3   | 1 | 0 | 2 | 002:500 | −3    | 03     |
| 4.  | Australien | 3   | 0 | 1 | 2 | 003:500 | −2    | 01     |

|                                |   |            |           |
| 21. September 2003 in Carson   |   |            |           |
| Australien                     | – | Russland   | 1:2 (1:1) |
| China                          | – | Ghana      | 1:0 (1:0) |
| 25. September 2003 in Carson   |   |            |           |
| Ghana                          | – | Russland   | 0:3 (0:1) |
| China                          | – | Australien | 1:1 (0:1) |
| 28. September 2003 in Portland |   |            |           |
| Ghana                          | – | Australien | 2:1 (2:0) |
| China                          | – | Russland   | 1:0 (1:0) |

China und Russland setzten sich erwartungsgemäß in dieser Gruppe durch. Ghana und Australien schieden wie vier Jahre zuvor gemeinsam aus.

## Finalrunde
|  | Viertelfinale                | Viertelfinale                |                            |                           | Halbfinale                | Halbfinale |  |  | Finale                    | Finale                    |
|  |                              |                              |                            |                           |                           |            |  |  |                           |                           |
|  | 1. Oktober 2003 – Foxborough |                              |                            |                           |                           |            |  |  |                           |                           |
|  | USA                          | 1                            |                            |                           |                           |            |  |  |                           |                           |
|  | USA                          | 1                            | 5. Oktober 2003 – Portland |                           |                           |            |  |  |                           |                           |
|  | Norwegen                     | 0                            |                            |                           |                           |            |  |  |                           |                           |
|  | Norwegen                     | 0                            | USA                        | 0                         |                           |            |  |  |                           |                           |
|  |                              |                              | USA                        | 0                         |                           |            |  |  |                           |                           |
|  |                              | Deutschland                  | 3                          |                           |                           |            |  |  |                           |                           |
|  | Deutschland                  | Deutschland                  | 3                          | 7                         |                           |            |  |  |                           |                           |
|  | Deutschland                  |                              |                            | 7                         |                           |            |  |  |                           |                           |
|  | Russland                     | 1                            |                            | 12. Oktober 2003 – Carson | 12. Oktober 2003 – Carson |            |  |  |                           |                           |
|  | 2. Oktober 2003 – Portland   | 2. Oktober 2003 – Portland   | Deutschland                | 12G                       |                           |            |  |  |                           |                           |
|  | 1. Oktober 2003 – Foxborough | 1. Oktober 2003 – Foxborough |                            | Schweden                  | 1                         |            |  |  |                           |                           |
|  | Brasilien                    | 1                            |                            |                           |                           |            |  |  |                           |                           |
|  | Schweden                     | 2                            |                            |                           |                           |            |  |  |                           |                           |
|  | Schweden                     | 2                            | Schweden                   | 2                         |                           |            |  |  |                           |                           |
|  |                              |                              | Schweden                   | 2                         | Spiel um Platz 3          |            |  |  |                           |                           |
|  |                              | Kanada                       | 1                          |                           |                           |            |  |  |                           |                           |
|  | China                        | Kanada                       | 1                          | 0                         | USA                       | 3          |  |  |                           |                           |
|  | China                        | 5. Oktober 2003 – Portland   |                            | 0                         | USA                       | 3          |  |  |                           |                           |
|  | Kanada                       | 1                            |                            | Kanada                    | 1                         |            |  |  |                           |                           |
|  | Kanada                       | 1                            |                            |                           | 1                         |            |  |  |                           |                           |
|  | 2. Oktober 2003 – Portland   | 2. Oktober 2003 – Portland   |                            |                           |                           |            |  |  | 11. Oktober 2003 – Carson | 11. Oktober 2003 – Carson |

G Sieg nach Golden Goal

### Viertelfinale
|                               |   |          |           |
| 1. Oktober 2003 in Foxborough |   |          |           |
| USA                           | – | Norwegen | 1:0 (1:0) |
| Brasilien                     | – | Schweden | 1:2 (1:1) |
| 2. Oktober 2003 in Portland   |   |          |           |
| Deutschland                   | – | Russland | 7:1 (1:0) |
| China                         | – | Kanada   | 0:1 (0:1) |

In einer schwachen Partie konnten sich die USA gegen Norwegen mit 1:0 durchsetzen. Das entscheidende Tor erzielte Abby Wambach in der 24. Minute. Schweden gelang es in einem ausgeglichenen Spiel, den Dritten der letzten WM, Brasilien, mit 2:1 zu schlagen. Die deutsche Mannschaft unterstrich im Viertelfinale ihre Rolle als Titelkandidat. Mit 7:1 wurde Russland deklassiert. Martina Müller eröffnete in der ersten Halbzeit das Schützenfest. Nach der Pause trafen Sandra Minnert (57.), Pia Wunderlich (60.), Kerstin Garefrekes (62., 85.) und Birgit Prinz (80., 89.).
Kanada setzte sich überraschend gegen die favorisierten Chinesinnen mit 1:0 durch. Obwohl China fast die kompletten 90 Minuten das Spiel bestimmte, gelang es den Kanadierinnen, ihre 1:0-Führung aus der siebten Minute über die Zeit zu retten.

### Halbfinale
|                             |   |             |           |
| 5. Oktober 2003 in Portland |   |             |           |
| USA                         | – | Deutschland | 0:3 (0:1) |
| Schweden                    | – | Kanada      | 2:1 (0:0) |

Die deutsche Mannschaft setzte ihren Siegeszug im Halbfinale fort. Der amtierende Weltmeister im Frauenfußball, die USA, wurde mit einem 3:0 entthront. Nach dem Führungstor durch Kerstin Garefrekes (15.) stand es lange Zeit 1:0. Erst in der Nachspielzeit der zweiten Halbzeit sorgten Maren Meinert und Birgit Prinz mit einem Doppelschlag für den Endstand. Das Spiel wird unter Experten als das bis dato beste Frauenfußball-Spiel der Geschichte angesehen. Schweden schlug im Halbfinale die überraschend starken Kanadierinnen. Kanada ging in der 64. Minute in Führung, doch Schweden drehte durch Tore von Moström (79.) und Öqvist (86.) noch das Spiel in der Schlussphase.

### Spiel um Platz 3
|                            |   |        |           |
| 11. Oktober 2003 in Carson |   |        |           |
| USA                        | – | Kanada | 3:1 (1:1) |

Die USA konnten im kleinen Finale einen versöhnlichen Abschluss gegen den nördlichen Nachbarn feiern. Mit 3:1 konnte man sich zumindest Platz drei sichern. Kanada überraschte bei der WM 2003 mit einer starken Leistung und belegte am Ende verdient den vierten Platz.

### Finale
|                            |   |          |                      |
| 12. Oktober 2003 in Carson |   |          |                      |
| Deutschland                | – | Schweden | 2:1 n.GG. (1:1, 0:1) |

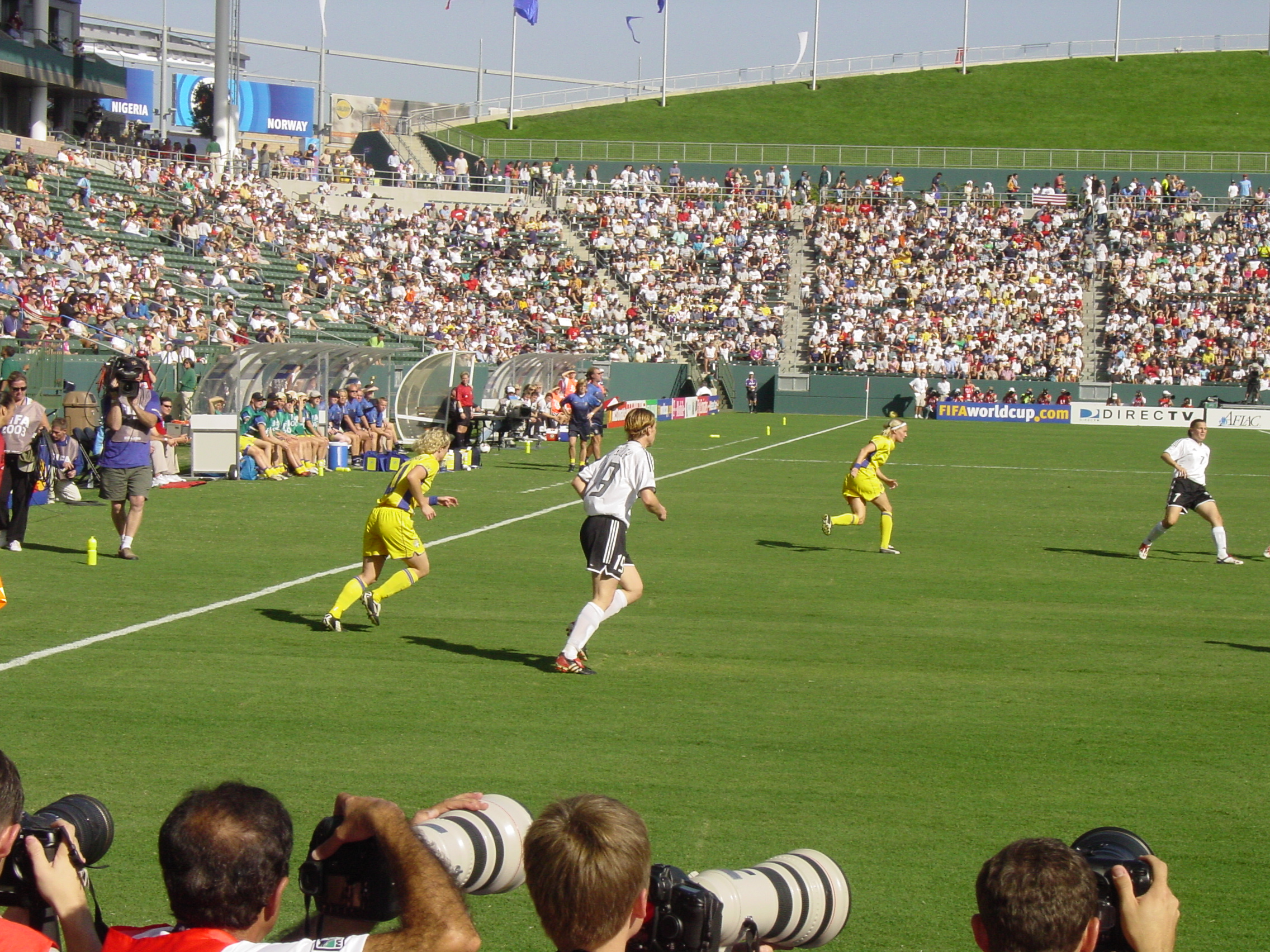
Szene im Finale Deutschland – Schweden

Die deutschen Frauen waren im Finale der WM 2003 die glücklichere Mannschaft. Die Führung der Schwedinnen durch Hanna Ljungberg (41.) egalisierte Maren Meinert unmittelbar nach der Pause (46.). In der Folgezeit war das Spiel völlig offen. Beide Mannschaften hatten Chancen, das Spiel zu ihren Gunsten zu entscheiden. In der Verlängerung war es die eingewechselte Nia Künzer, die in der 98. Minute nach einem Freistoß von Renate Lingor aus dem Halbfeld das 2:1 mit einem Kopfball erzielte und Deutschland mit dem Golden Goal den Weltmeistertitel sicherte. Künzers Treffer wurde zum Tor des Jahres gewählt.

## Die Weltmeisterinnen
Hauptartikel: Fußball-Weltmeisterschaft der Frauen 2003/Deutschland
- Tor: Silke Rottenberg – Nadine Angerer
- Abwehr: Kerstin Stegemann – Linda Bresonik – Nia Künzer – Sonja Fuss – Sandra Minnert – Ariane Hingst – Stefanie Gottschlich
- Mittelfeld: Steffi Jones – Pia Wunderlich – Sandra Smisek – Renate Lingor – Bettina Wiegmann – Viola Odebrecht – Kerstin Garefrekes
- Angriff: Birgit Prinz – Martina Müller – Maren Meinert – Conny Pohlers

Auf Grund dieses Erfolges wurde die Mannschaft zum ersten Mal zur Mannschaft des Jahres in Deutschland und Birgit Prinz zur Weltfußballerin des Jahres gewählt.

## Beste Torschützinnen
| Rang | Spielerin                 | Tore |
| ---- | ------------------------- | ---- |
| 1    | Birgit Prinz              | 7    |
| 2    | Maren Meinert             | 4    |
|      | Kátia                     | 4    |
|      | Kerstin Garefrekes        | 4    |
| 5    | Victoria Sandell Svensson | 3    |
|      | Homare Sawa               | 3    |
|      | Mio Otani                 | 3    |
|      | Dagny Mellgren            | 3    |
|      | Christine Latham          | 3    |
|      | Christine Sinclair        | 3    |
|      | Hanna Ljungberg           | 3    |
|      | Marta                     | 3    |
|      | Abby Wambach              | 3    |

Siehe auch: Torjägerliste aller Weltmeisterschaften

## Schiedsrichterinnen
Die FIFA nominierte 12 Schiedsrichterinnen und 22 Schiedsrichter-Assistentinnen. Aus dem deutschsprachigen Raum wurden die erfahrene Nicole Petignat, Schiedsrichterin des WM-Finales von 1999 und die Assistentin Elke Lüthi, beide aus der Schweiz, nominiert. Vom DFB waren keine Schiedsrichterinnen angefordert. Der amerikanische Fußballverband entsandte zusätzlich mit Sandra Hunt und Jennifer Bennett zwei Unparteiische, die ausschließlich als 4. Offizielle agierten. Etwas überraschend wurde die Rumänin Cristina Floarea Ionescu für die Leitung des Finales nominiert. Ionescu hatte bis dahin nur ein Vorrundenspiel geleitet.
| Verband  | Schiedsrichterin  | Spiele | Spiele                  |    |   |   | 4. O. | Assistentin 1     | Assistentin 2             |
| Verband  | Schiedsrichterin  | Zahl   | Partie                  |    |   |   | 4. O. | Assistentin 1     | Assistentin 2             |
| -------- | ----------------- | ------ | ----------------------- | -- | - | - | ----- | ----------------- | ------------------------- |
| AFC      | Zhang Dongqing    | 3      | USA-SWE FRA-KOR BRA-SWE | 11 | 0 | 0 | 0     | Liu Hsiu-mei      | Hisae Yoshizawa           |
| AFC      | Im Eun-ju         | 3      | GER-CAN                 | 6  | 0 | 0 | 2     | Choi Soo-jin      | Hong Kum-nyo              |
| AFC      | Im Eun-ju         | 3      | CAN-JPN                 | 6  | 0 | 0 | 2     | Choi Soo-jin      | Hong Kum-nyo              |
| AFC      | Im Eun-ju         | 3      | GER-RUS                 | 6  | 0 | 0 | 2     | Choi Soo-jin      | Irina Mirt (UEFA)         |
| CAF      | Xonam Agboyi      | 2      | NOR-BRA GHA-AUS         | 4  | 0 | 0 | 2     | Désirée Perpétué  | Florence Biagui           |
| CAF      | Bola Abidoye      | 2      | ARG-GER                 | 2  | 0 | 0 | 0     | Elke Lüthi (UEFA) | Liu Hsiu-mei (AFC)        |
| CAF      | Bola Abidoye      | 2      | AUS-RUS                 | 2  | 0 | 0 | 0     | Désirée Perpétué  | Florence Biagui           |
| CONCACAF | Sonia Denoncourt  | 3      | SWE-NGA CHN-GHA USA-GER | 1  | 0 | 0 | 3     | Denise Robinson   | Lynda Bramble             |
| CONCACAF | Kari Seitz        | 3      | NOR-FRA GHA-RUS CHN-CAN | 6  | 0 | 0 | 2     | Karalee Sutton    | Sharon Wheeler            |
| CONCACAF | Sandra Hunt       | 0      | 0                       | 0  | 0 | 0 | 7     |                   |                           |
| CONCACAF | Jennifer Bennett  | 0      | 0                       | 0  | 0 | 0 | 4     |                   |                           |
| CONMEBOL | Florencia Romano  | 2      | USA-NGA CHN-RUS         | 2  | 0 | 0 | 0     | Sabrina Lois      | Alejandra Cercato         |
| CONMEBOL | Sueli Tortura     | 2      | PRK-USA GER-JPN         | 5  | 0 | 0 | 0     | Cleidy Ribeiro    | Marlei Silva              |
| OFC      | Tammy Ogston      | 4      | SWE-PKR                 | 7  | 0 | 0 | 5     | Airlie Keen       | Jacqueline Leleu          |
| OFC      | Tammy Ogston      | 4      | BRA-PKR                 | 7  | 0 | 0 | 5     | Irina Mirt (UEFA) | Katarzyna Nadolska (UEFA) |
| OFC      | Tammy Ogston      | 4      | KOR-NOR                 | 7  | 0 | 0 | 5     | Airlie Keen       | Jacqueline Leleu          |
| OFC      | Tammy Ogston      | 4      | USA-CAN                 | 7  | 0 | 0 | 5     | Airlie Keen       | Jacqueline Leleu          |
| UEFA     | Nicole Petignat   | 3      | NGA-PRK CAN-ARG USA-NOR | 12 | 0 | 0 | 2     | Elke Lüthi        | Nelly Viennot             |
| UEFA     | Katriina Elovirta | 3      | JPN-AUS CHN-AUS SWE-CAN | 6  | 0 | 1 | 5     | Emilia Parviainen | Andi Regan                |
| UEFA     | Cristina Babadac  | 2      | FRA-BRA GER-SWE         | 2  | 0 | 0 | 1     | Irina Mirt        | Katarzyna Nadolska        |

## Auszeichnungen

### adidas Goldener Ball
Den Goldenen Ball als beste Spielerin des Turniers erhielt die Deutsche Birgit Prinz. Der Silberne Ball ging an die Schwedin Victoria Sandell Svensson und der Bronzene Ball mit Maren Meinert ebenfalls an eine Deutsche.

### adidas Goldener Schuh
Der „Goldene Schuh“ für die beste Torschützin ging an die Deutsche Birgit Prinz für ihre  sieben Turniertore. Der „Silberne Schuh“ ging an ihre Landsfrau Maren Meinert und der „Bronzene Schuh“ an die Brasilianerin Kátia. Da beide gemeinsam mit Kerstin Garefrekes die gleiche Toranzahl hatten, entschieden die Torvorlagen und danach die weniger absolvierten Spielminuten über die Rangfolge.

### FIFA-Fairplay-Auszeichnung
Der FIFA-Fairplay-Preis für die fairste Mannschaft des Turniers ging an China.

### Beste Torhüterin
Silke Rottenberg wurde als beste Torhüterin ausgezeichnet.

## All-Star-Team
11 Spielerinnen wurden in das All-Star-Team gewählt, zudem fünf Ergänzungsspielerinnen (kursiv gesetzt). Positionen gemäß Kaderlisten der FIFA.
| Silke Rottenberg |
| Caroline Jönsson |

| Joy Fawcett      |
| Charmaine Hooper |
| Sandra Minnert   |
| Liping Wang      |
| Bettina Wiegmann |

| Shannon Boxx        |
| Malin Moström       |
| Solveig Gulbrandsen |

| Maren Meinert     |
| Birgit Prinz      |
| Victoria Svensson |
| Mia Hamm          |
| Marta             |
| Dagny Mellgren    |